# TwinBee Da!!
TwinBee Da!! è un videogioco sparatutto a scorrimento del 1990 sviluppato da Konami.